# Partit de Convergència Democràtica - Grup de Reflexió
El Partit de Convergència Democràtica - Grup de Reflexió (PCD-GR) (portuguès:  Partido de Convergência Democrática-Grupa de Reflexão) és un partit polític de São Tomé i Príncipe. Fou fundat clandestinament en 1987 com a Grup de Reflexió, i el 4 de novembre de 1990 es va fundar com a partit amb dissidents del Moviment per l'Alliberament de São Tomé i Príncipe, independents i joves professionals. El cap era Leonel Mário d'Alva.
El partit va guanyar les eleccions parlamentàries de 1991 i va dirigir el país de 1991 a 1994. Des de 1994 ha disminuït el seu poder i s'ha mantingut amb coalicions amb altres partits, primer amb el MLSTP i després amb la Coalició de Forces per al Canvi del president Fradique de Menezes. Va ser dirigit durant anys per Alda Bandeira.
A les eleccions legislatives del 3 de març de 2002, el partit va guanyar en coalició amb el Moviment Democràtic de les Forces pel Canvi - Partit Liberal (MDFM-PL) amb el 39,4% dels vots i 23 dels 55 escons. La mateixa aliança va guanyar les eleccions legislatives del 26 de març de 2006, amb el 36,79% dels vots i 23 dels 55 escons. El partit va donar suport a la candidatura de Fradique de Menezes a les  eleccions presidencials de 30 de juliol de 2006. Va ser reescollit amb el 60,58% dels vots.
A les eleccions legislatives de São Tomé i Príncipe de 2010 va obtenir el 13,60% dels vots i 7 escons, la tercera força política, i a les eleccions legislatives de 2014 la seva representació baixà a 5 escons. El seu president és José Luiz Xavier Mendes Durant 2006 ha denunciat la política del govern d'ADI acusant aquest partit d'abús de poder.